# Arleuf
Arleuf est une commune française située dans le département de la Nièvre, en région Bourgogne-Franche-Comté.

## Géographie

### Situation
Ce village du Morvan est situé au cœur de la Bourgogne, dans l'est de la Nièvre et jouxtant la Saône-et-Loire, sur la D 978 joignant Autun (28 km est-sud-est) à Château-Chinon (10 km à l'ouest) et Nevers (73 km à l'ouest). La rivière Yonne coule à 4,5 km (à vol d'oiseau) à l'ouest, le lac de Pannecière est à environ 10 km au nord-ouest.

### Géologie et relief
Le plus haut sommet d'Arleuf, le Grand Montarnu à 857 mètres d'altitude, est le point culminant du département de la Nièvre.

#### Géologie
La commune d'Arleuf se situe dans le Haut-Morvan, dont le sol est granitique. Cette ancienne montagne a été érodée au Trias, puis noyée sous la mer au secondaire. Le massif du Haut-Morvan est marqué par des failles sud-ouest/nord-est. La cuvette d'Arleuf est le résultat de l'érosion.
Sur la commune d'Arleuf, la couche superficielle est de type granitoide hypovolcanique, datant du Carbonifère Inférieur.

#### Hydrogéologie
La commune repose sur la masse d'eau souterraine du socle du Morvan, qui est une nappe libre.

### Hydrographie
La commune est traversée par différents petits cours d'eau : les ruisseaux du Chaz, de Sanclerge, de l'étang Grenouille, des Malpeines, de la Motte, de la Proie, et le Montmaillot.
| Cours d'eau                    | Longueur (en km) | Source     | Confluence                          |
| ------------------------------ | ---------------- | ---------- | ----------------------------------- |
| Ruisseau du Chaz               | 6,06             | Arleuf     | L'Yonne à Château-Chinon (campagne) |
| Ruisseau de Sanclerge          | 1,45             | Arleuf     | Le Touron à Arleuf                  |
| Le Touron                      | 8,59             | Arleuf     | L'Yonne à Corancy                   |
| Ruisseau de l'Etang Grenouille | 1,53             | Arleuf     | Le Touron à Arleuf                  |
| Ruisseau des Malpeines         | 3,99             | Arleuf     | La Corcelière à Anost               |
| Ruisseau de la Proie           | 5,02             | Saint-Prix | Ruisseau de la Motte à Arleuf       |
| Ruisseau de la Motte           | 6,05             | Arleuf     | L'Yonne à Fâchin                    |
| Le Montmaillot                 | 5,15             | Arleuf     | La Corcelière à Anost               |

Le Parc Naturel Régional du Morvan est un acteur important dans la gestion des cours d'eau.

### Villages, hameaux, bourgs, lieux-dits, écarts
Plusieurs hameaux composent la commune :
- Grangeolles
- Les Brenets
- Les Brenots
- Les Gardebois
- Les Bardiaux
- Les Raviers
- Le Chatz
- Les Manges
- Poisson
- Les Petits
- Les Cheintres
- La Forâte dit « les forettes »
- Les Robins
- La ruchette
- Les Trinquets
- Les Blandins
- Le Maraut
- Fosse
- Montignon
- La Pirotte
- Bost
- Les Chauveaux
- Les Rollots
- Les Barats
- Voucoux
- Les Bouchoux

### Climat
Pour des articles plus généraux, voir Climat de la Bourgogne-Franche-Comté et Climat de la Nièvre.
En 2010, le climat de la commune est de type climat de montagne, selon une étude du Centre national de la recherche scientifique s'appuyant sur une série de données couvrant la période 1971-2000. En 2020, Météo-France publie une typologie des climats de la France métropolitaine dans laquelle la commune est exposée à un climat océanique altéré et est dans une zone de transition entre les régions climatiques « Lorraine, plateau de Langres, Morvan » et « Centre et contreforts nord du Massif Central ».
Pour la période 1971-2000, la température annuelle moyenne est de 9 °C, avec une amplitude thermique annuelle de 15,5 °C. Le cumul annuel moyen de précipitations est de 1 342 mm, avec 14,9 jours de précipitations en janvier et 9,7 jours en juillet. Pour la période 1991-2020, la température moyenne annuelle observée sur la station météorologique de Météo-France la plus proche, « Chateau Chinon », sur la commune de Château-Chinon (Ville) à 7 km à vol d'oiseau, est de 10,5 °C et le cumul annuel moyen de précipitations est de 1 252,3 mm. 
La température maximale relevée sur cette station est de 38,8 °C, atteinte le 25 juillet 2019 ; la température minimale est de −21,3 °C, atteinte le 10 février 1956,,.
Les paramètres climatiques de la commune ont été estimés pour le milieu du siècle (2041-2070) selon différents scénarios d'émission de gaz à effet de serre à partir des nouvelles projections climatiques de référence DRIAS-2020. Ils sont consultables sur un site dédié publié par Météo-France en novembre 2022.

### Paysage
Arleuf se situe dans l'unité paysagère du Haut-Morvan. Le Haut-Morvan se caractérise par une alternance entre massifs forestiers et clairières, et entre collines et cuvettes. C'est d'ailleurs dans une cuvette formant une vaste enclave bocagère entre deux hauts massifs forestiers que se trouve Arleuf.

### Milieux naturels et biodiversité
La commune d'Arleuf se situe dans le Parc Naturel Régional du Morvan, dans la réserve naturelle régionale des Tourbières du Morvan et dans la zone Natura 2000 "Milieux humides, forêts, pelouses et habitats à Chauves-souris du Morvan". Par ailleurs, 14 ZNIEFF sont recensés sur la commune.

## Urbanisme

### Typologie
Au 1er janvier 2024, Arleuf est catégorisée commune rurale à habitat très dispersé, selon la nouvelle grille communale de densité à sept niveaux définie par l'Insee en 2022.
Elle est située hors unité urbaine et hors attraction des villes,.

### Occupation des sols
L'occupation des sols de la commune, telle qu'elle ressort de la base de données européenne d’occupation biophysique des sols Corine Land Cover (CLC), est marquée par l'importance des forêts et milieux semi-naturels (72,6 % en 2018), une proportion sensiblement équivalente à celle de 1990 (71,9 %). La répartition détaillée en 2018 est la suivante : forêts (72,6 %), prairies (24,2 %), zones agricoles hétérogènes (2,6 %), zones urbanisées (0,6 %). L'évolution de l’occupation des sols de la commune et de ses infrastructures peut être observée sur les différentes représentations cartographiques du territoire : la carte de Cassini (XVIIIe siècle), la carte d'état-major (1820-1866) et les cartes ou photos aériennes de l'IGN pour la période actuelle (1950 à aujourd'hui).

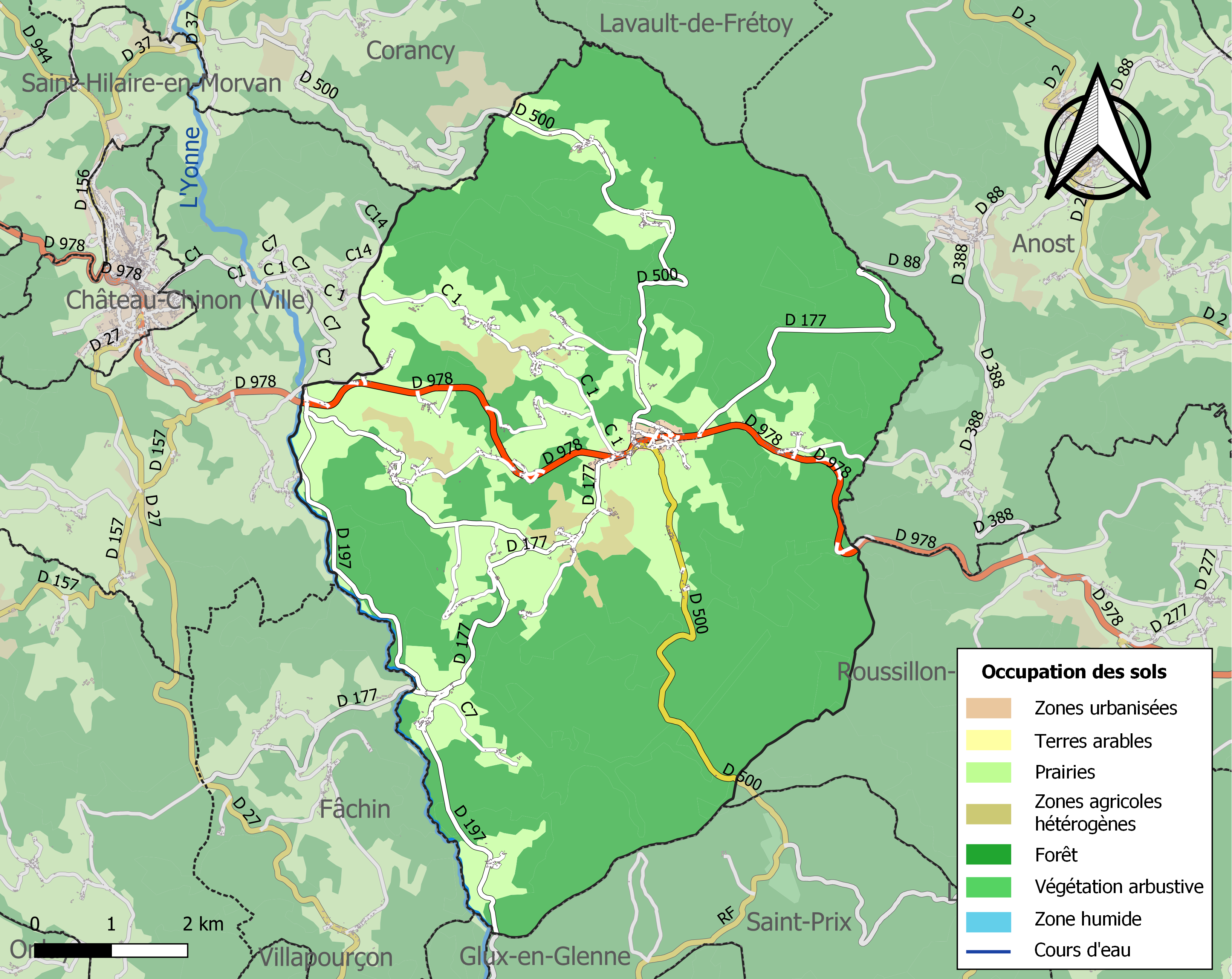
Carte des infrastructures et de l'occupation des sols de la commune en 2018 (CLC).

### Habitat et logement
En 2021, le nombre total de logements dans la commune était de 1 153, alors qu'il était de 1 163 en 2016 et de 1 105 en 2011. Parmi ces logements, 93,1 % étaient des résidences principales, 1,0 % des résidences secondaires et 5,9 % des logements vacants. Ces logements étaient pour 81,0 % d'entre eux des maisons individuelles et pour 19,0 % des appartements[réf. nécessaire]. Le tableau ci-dessous présente la typologie des logements à Arleuf en 2021 en comparaison avec celle de la Nièvre et de la France entière. Une caractéristique marquante du parc de logements est ainsi la faible proportion des résidences secondaires et logements occasionnels (1,0 %) par rapport au département (2,4 %) et à la France entière (9,7 %).
| Typologie                                               | Arleuf | Nièvre | France entière |
| ------------------------------------------------------- | ------ | ------ | -------------- |
| Résidences principales (en %)                           | 93,1   | 90,5   | 82,2           |
| Résidences secondaires et logements occasionnels (en %) | 1,0    | 2,4    | 9,7            |
| Logements vacants (en %)                                | 5,9    | 7,0    | 8,1            |

### Voies de communication et transports
La commune d'Arleuf est traversée par la D978, reliant Nevers à Branges, en passant par Autun et Châlon-sur-Saône.
Par ailleurs, dans le cadre d'une convention entre le Conseil régional Bourgogne-Franche-Comté et la communauté de communes Morvan Sommets et Grands Lacs, la communauté de communes est chargée de l'organisation du transport à la demande sur son territoire. 
La commune possède un arrêt de car Mobigo sur la ligne 718, reliant Château-Chinon à Autun.

### Risques naturels et technologiques
Le potentiel de risque lié au radon est élevé. Par ailleurs, la commune est exposée au risque de retrait et gonflement des argiles, ainsi qu'aux remontées de nappes. Enfin, la commune est concernée par le risque de pollution du sol.

## Toponymie
Le terme médiéval Alleu se rapporte à une terre qui ne se trouvait pas soumise à l'emprise du seigneur et était exempte de droits féodaux. Arleuf a pris plusieurs noms au cours de son histoire : Arido Loco en 1317, Aleuz en 1447, Arleuf en 1529 et à la Révolution, Arleux en 1801, puis de nouveau Arleuf.

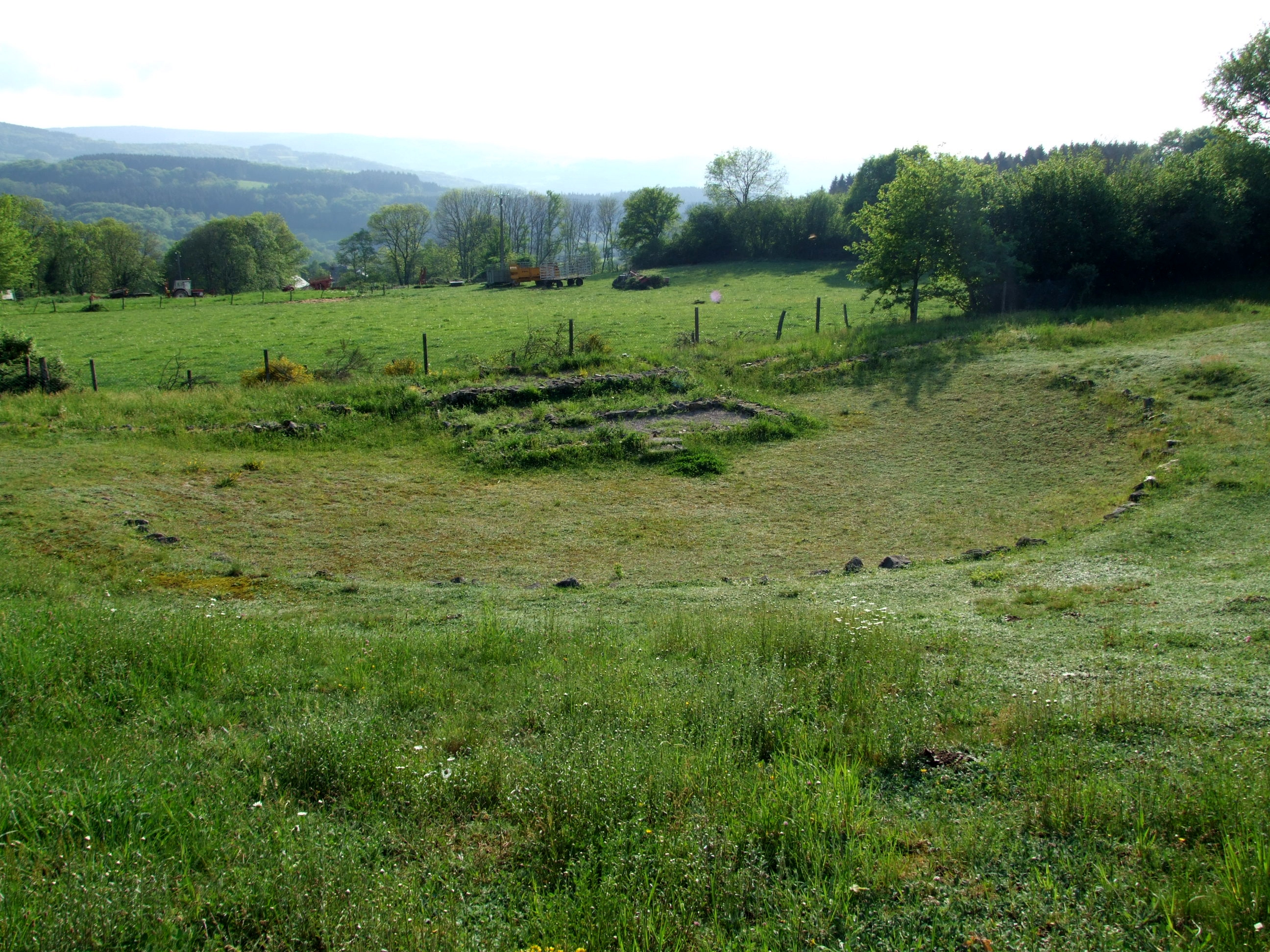
Théâtre gallo-romain des Bardiaux.

## Histoire

### Néolithique
Dans une publication de 1903, l'archéologue Hippolyte Marlot signale la découverte de plusieurs haches de l'âge du bronze près de la fontaine du hameau des Robins, ainsi qu'au mont Moux à Anost. Aucune illustration ne nous est parvenue et les objets ne sont pas connus plus précisément,.

### La seigneurie de La Tournelle
Située au finage d'Arleuf, dans le Morvan, coutume du Nivernais, généralité de Moulins. Elle fut érigée en marquisat en 1681 pour Charles de La Tournelle et s'étendait sur trois paroisses très étendues (Chaumard, Corancy et Fâchin), formé de sept fiefs dont trois importants avec droit de haute, moyenne et basse justice et droit de gruerie. Elle jouit en vertu de la coutume et des titres, des "droits de directe, comme les droits de dixmes, de blairie, bordelage, corvées à bœufs et à bras, droit de taille serville et de servitude personnelle sur la majorité des vassaux".
Le dernier marquis de La Tournelle (+ 1740) épousa Marie-Anne de Mailly-Nesle (1717-1744), qui devint favorite du roi Louis XV. Elle n'eut pas d'enfants. A la fin du XVIIIe s., la seigneurie appartenait aux Foullon de Doué.

### Vie auXIXesiècle
Au milieu du XIXe siècle, les Carnés sont connus par leur blanchisserie de toile.

### Le Tacot du Morvan
Au début du XXe siècle, la commune était desservie par une des lignes du Tacot du Morvan : le chemin de fer d'Autun à Château-Chinon.
Initialement ouverte en août 1900, la ligne fut prolongée le 28 août 1904 jusqu'à Château-Chinon (Ville).
Arleuf était alors desservie par plusieurs arrêts : deux haltes situées dans la forêt de Fragny et au lieu-dit des Malpennes (devenu aujourd'hui Les Malpeines), une gare dans le bourg de la commune et un arrêt facultatif au hameau les Blandins.
Une autre gare était située au hameau le Châtelet. Elle était néanmoins destinée à desservir ledit hameau ainsi que le bourg de la commune voisine de Fâchin.
Le trafic voyageurs fut stoppé le 31 juillet 1931, remplacé par un service d'autocars. La ligne, fermée définitivement en 1936, fut démontée entièrement en 1939.

## Politique et administration
| Période                                  | Période  | Identité        | Étiquette | Qualité  |
| ---------------------------------------- | -------- | --------------- | --------- | -------- |
| mars 2001                                | En cours | Maxime Gautrain | PS        | Retraité |
| Les données manquantes sont à compléter. |          |                 |           |          |

### Découpage territorial
La commune d'Arleuf est membre de la communauté de communes Morvan Sommets et Grands Lacs depuis le 1er janvier 2017.
Elle est rattachée sur le plan administratif à l'arrondissement de Château-Chinon (Ville). Sur le plan électoral, elle dépend du canton de Château-Chinon (Ville) pour l'élection des conseillers départementaux et de la deuxième circonscription de la Nièvre pour les élections législative. La commune est, en outre, rattachée au département de la Nièvre, et à la région Bourgogne-Franche-Comté.

### Elections municipales et communautaires

#### Elections de 2020
Le conseil municipal d'Arleuf, commune de moins de 1 000 habitants, est élu au scrutin majoritaire plurinominal à deux tours avec listes ouvertes et panachage. Compte tenu de la population communale, le nombre de sièges à pourvoir lors des élections municipales de 2020 est de 15. La totalité des quinze candidats en lice est élue dès le premier tour, le 15 mars 2020, avec un taux de participation de 56,97 %. Jean-Luc Blandin est élu maire, et succède à Maxime Gautrain.

## Equipements et services publics

### Eau et déchets

#### Services en production et distribution d'eau potable, assainissement collectif, assainissement non collectif
Le service d'eau potable et d'assainissement est assuré en régie par la mairie. Le service d'assainissement non collectif est assuré par la Communauté de Communes Sommets et Grands Lacs.

#### Gestion des déchets
La collecte des déchets est assurée par la Communauté de Communes Sommets et Grands Lacs, tandis que leur traitement est délégué au SIEEEN de la Nièvre. Les déchetteries les plus proches sont situées à Château-Chinon (à 6 km) et à la Celle-en-Morvan (à 13 km).

### Enseignement
La commune dispose d'une école primaire publique. Les collégiens d'Arleuf doivent se rendre à Château-Chinon. Le lycée général le plus proche est à Autun.

### Postes et télécommunications
La commune dispose d'une agence postale à la mairie.
Le taux de déploiement de la fibre est supérieur à 80% dans la commune.

### Santé
Une maison de santé et un hôpital se situent à Château-Chinon.

### Justice, sécurité, secours et défense

#### Justice
Un point de justice et un point d'accès au droit se trouvent à Château-Chinon.

#### Sécurité
La commune dépend de la brigade de gendarmerie de Château-Chinon.

## Population et société

### Démographie

#### Évolution démographique
L'évolution du nombre d'habitants est connue à travers les recensements de la population effectués dans la commune depuis 1793. Pour les communes de moins de 10 000 habitants, une enquête de recensement portant sur toute la population est réalisée tous les cinq ans, les populations de référence des années intermédiaires étant quant à elles estimées par interpolation ou extrapolation. Pour la commune, le premier recensement exhaustif entrant dans le cadre du nouveau dispositif a été réalisé en 2005.

En 2022, la commune comptait 641 habitants, en évolution de −14,65 % par rapport à 2016 (Nièvre : −3,28 %, France hors Mayotte : +2,11 %).
| 1793  | 1800  | 1806  | 1821  | 1831  | 1836  | 1841  | 1846  | 1851  |
| ----- | ----- | ----- | ----- | ----- | ----- | ----- | ----- | ----- |
| 2 050 | 2 180 | 2 161 | 2 676 | 2 442 | 2 520 | 3 063 | 3 038 | 3 140 |

| 1856  | 1861  | 1866  | 1872  | 1876  | 1881  | 1886  | 1891  | 1896  |
| ----- | ----- | ----- | ----- | ----- | ----- | ----- | ----- | ----- |
| 3 038 | 3 053 | 2 851 | 2 617 | 2 575 | 2 830 | 2 797 | 2 647 | 2 650 |

| 1901  | 1906  | 1911  | 1921  | 1926  | 1931  | 1936  | 1946  | 1954  |
| ----- | ----- | ----- | ----- | ----- | ----- | ----- | ----- | ----- |
| 2 426 | 2 359 | 2 105 | 1 853 | 1 580 | 1 446 | 1 407 | 1 311 | 1 209 |

| 1962  | 1968  | 1975  | 1982 | 1990 | 1999 | 2005 | 2006 | 2010 |
| ----- | ----- | ----- | ---- | ---- | ---- | ---- | ---- | ---- |
| 1 158 | 1 166 | 1 019 | 864  | 863  | 800  | 791  | 786  | 812  |

| 2015 | 2020 | 2022 | - | - | - | - | - | - |
| ---- | ---- | ---- | - | - | - | - | - | - |
| 757  | 651  | 641  | - | - | - | - | - | - |

#### Pyramide des âges
La population de la commune est relativement âgée.
En 2018, le taux de personnes d'un âge inférieur à 30 ans s'élève à 24,1 %, soit en dessous de la moyenne départementale (27,7 %). À l'inverse, le taux de personnes d'âge supérieur à 60 ans est de 43,5 % la même année, alors qu'il est de 37,0 % au niveau départemental.
En 2018, la commune comptait 349 hommes pour 367 femmes, soit un taux de 51,26 % de femmes, légèrement inférieur au taux départemental (51,89 %).
Les pyramides des âges de la commune et du département s'établissent comme suit.

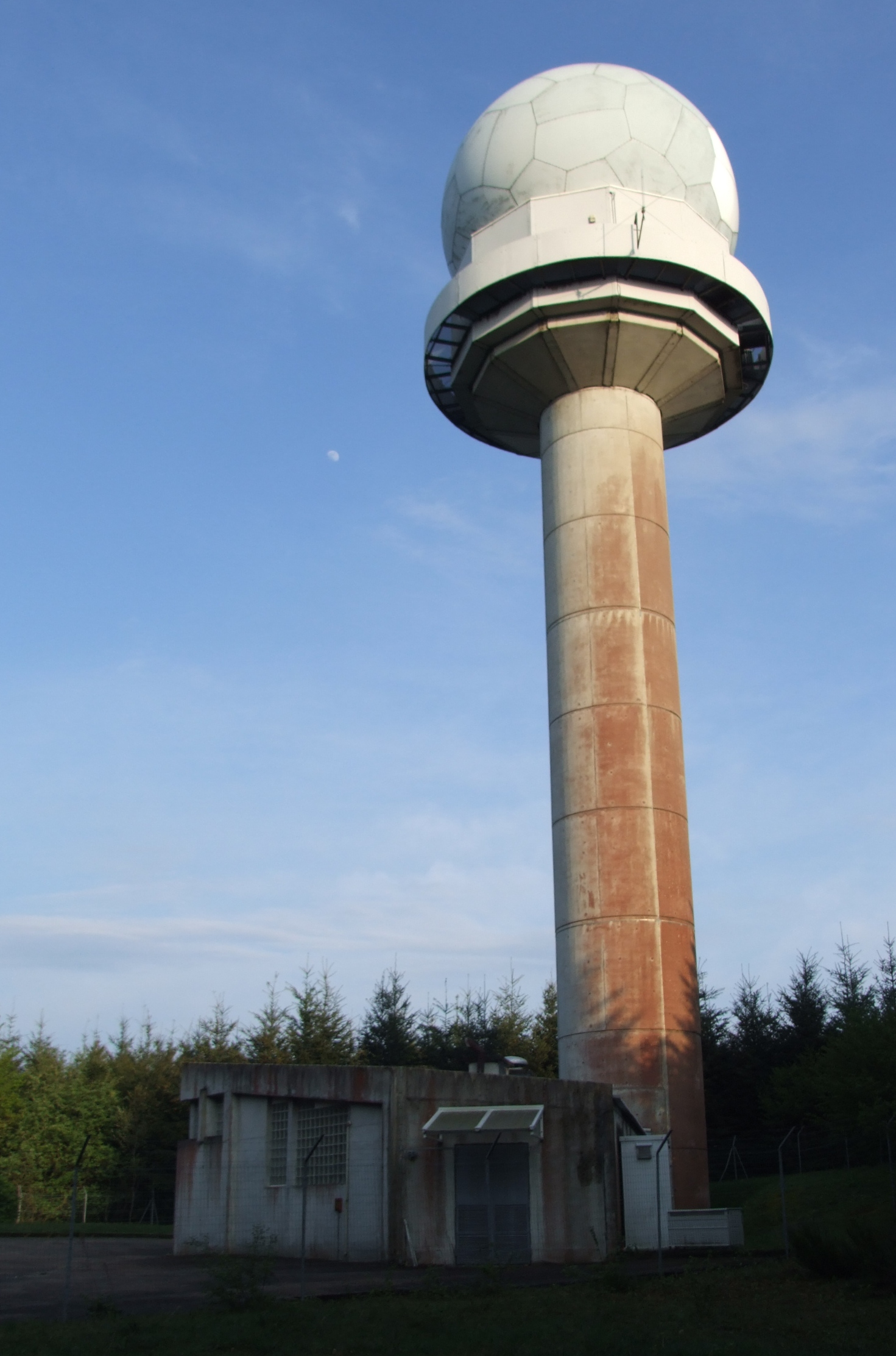
Tour radar aux environs d'Arleuf.

| Hommes | Classe d’âge | Femmes |
| ------ | ------------ | ------ |
| 0,9    | 90 ou +      | 5,4    |
| 13,6   | 75-89 ans    | 16,5   |
| 26,8   | 60-74 ans    | 23,7   |
| 21,4   | 45-59 ans    | 18,5   |
| 12,0   | 30-44 ans    | 12,9   |
| 12,9   | 15-29 ans    | 11,1   |
| 12,3   | 0-14 ans     | 12,0   |

| Hommes | Classe d’âge | Femmes |
| ------ | ------------ | ------ |
| 1,1    | 90 ou +      | 3,2    |
| 10,5   | 75-89 ans    | 14,3   |
| 23,3   | 60-74 ans    | 23,5   |
| 20,5   | 45-59 ans    | 19,4   |
| 15,2   | 30-44 ans    | 14,4   |
| 14,8   | 15-29 ans    | 12,1   |
| 14,7   | 0-14 ans     | 13,2   |

## Lieux et monuments
- Théâtre gallo-romain des Bardiaux des IIe et IIIe siècles.
- Église romane Saint-Pierre.
- Château de La Tournelle du XVIIIe siècle.
- L'intersection du 47e parallèle nord et du 4e méridien à l'est de Greenwich se trouve sur le territoire de la commune (voir aussi le Degree Confluence Project).
- Tour radar située sur Le Télégraphe à 800 mètres d'altitude.